# Экипаж воздушного судна усиленный
Усиленный экипаж — экипаж, в котором каждый его член, в том числе командир воздушного судна, может быть временно подменён дополнительным членом экипажа без ущерба безопасности полёта для проведения реабилитационных мероприятий по поддержанию уровня психофизиологических функций и надёжной профессиональной деятельности.
При полётах с усиленным экипажем, время полёта, свободное от управления воздушным судном, засчитывается членам экипажей указанных воздушных судов в размере 50 процентов полётного времени. Остальная часть этого времени засчитывается как рабочее.
В военной авиации, в состав экипажа, выполняющего дальний перелёт, решением командира авиационной части могут быть дополнительно включены лётчик, штурман и бортовой инженер (техник), если потребное стартовое время на перелёт превышает 14 часов, а на воздушном судне имеются места для отдыха второго лётного экипажа. При наличии второго комплекта лётного экипажа командира усиленного (двойного) экипажа назначает командир, ставящий задачу на полёт, с указанием его фамилии в заявке на полёт воздушного судна.